# Lascelle
Lascelle (Las Celas en occitan, localement orthographiée Lascelles) est une commune française, située dans le département du Cantal en région Auvergne-Rhône-Alpes.

## Géographie
La commune de Lascelle est située en France, dans le département du Cantal, dans le nord du Massif central, à une douzaine de kilomètres au nord-est d'Aurillac, sur la route du puy Mary. Elle est traversée par la Jordanne dont la commune marque le commencement du vallon inférieur, et brièvement bordée au nord par la Doire. Un autre affluent de la Cère, l'Authre, prend sa source dans le nord de la commune.
La commune a une superficie de 19,1 km2 (1 910 ha). Elle une altitude maximale de 1 337 m et minimale de 708 mètres. Le village (mairie) est à une altitude de 749 mètres.

### Communes limitrophes
Lascelle est limitrophe de sept autres communes.
Les communes limitrophes sont  Girgols, Laroquevieille, Saint-Cirgues-de-Jordanne, Saint-Projet-de-Salers, Thiézac, Velzic et Vic-sur-Cère.
| Girgols        | Saint-Projet-de-Salers |                           |
| Laroquevieille | Lascelle               | Saint-Cirgues-de-Jordanne |
|                | Velzic                 | Thiézac, Vic-sur-Cère     |

### Climat
Pour des articles plus généraux, voir Climat d'Auvergne-Rhône-Alpes et Climat du Cantal.
En 2010, le climat de la commune est de type climat de montagne, selon une étude du CNRS s'appuyant sur une série de données couvrant la période 1971-2000. En 2020, Météo-France publie une typologie des climats de la France métropolitaine dans laquelle la commune est exposée à un climat de montagne ou de marges de montagne et est dans la région climatique  Ouest et nord-ouest du Massif Central, caractérisée par une pluviométrie annuelle de 900 à 1 500 mm, maximale en automne et en hiver. 
Pour la période 1971-2000, la température annuelle moyenne est de 9,3 °C, avec une amplitude thermique annuelle de 15,8 °C. Le cumul annuel moyen de précipitations est de 1 762 mm, avec 13,8 jours de précipitations en janvier et 9 jours en juillet. Pour la période 1991-2020, la température moyenne annuelle observée sur la station météorologique de Météo-France la plus proche, sur la commune de Marmanhac à 8 km à vol d'oiseau, est de 10,6 °C et le cumul annuel moyen de précipitations est de 1 461,7 mm,. Pour l'avenir, les paramètres climatiques de la commune estimés pour 2050 selon différents scénarios d'émission de gaz à effet de serre sont consultables sur un site dédié publié par Météo-France en novembre 2022.

## Urbanisme

### Typologie
Au 1er janvier 2024, Lascelle est catégorisée commune rurale à habitat très dispersé, selon la nouvelle grille communale de densité à 7 niveaux définie par l'Insee en 2022.
Elle est située hors unité urbaine. Par ailleurs la commune fait partie de l'aire d'attraction d'Aurillac, dont elle est une commune de la couronne,. Cette aire, qui regroupe 85 communes, est catégorisée dans les aires de 50 000 à moins de 200 000 habitants,.

### Occupation des sols
L'occupation des sols de la commune, telle qu'elle ressort de la base de données européenne d’occupation biophysique des sols Corine Land Cover (CLC), est marquée par l'importance des forêts et milieux semi-naturels (54,2 % en 2018), une proportion sensiblement équivalente à celle de 1990 (54,3 %). La répartition détaillée en 2018 est la suivante : 
prairies (40,2 %), milieux à végétation arbustive et/ou herbacée (28,3 %), forêts (25,9 %), zones agricoles hétérogènes (3,9 %), zones urbanisées (1,6 %).

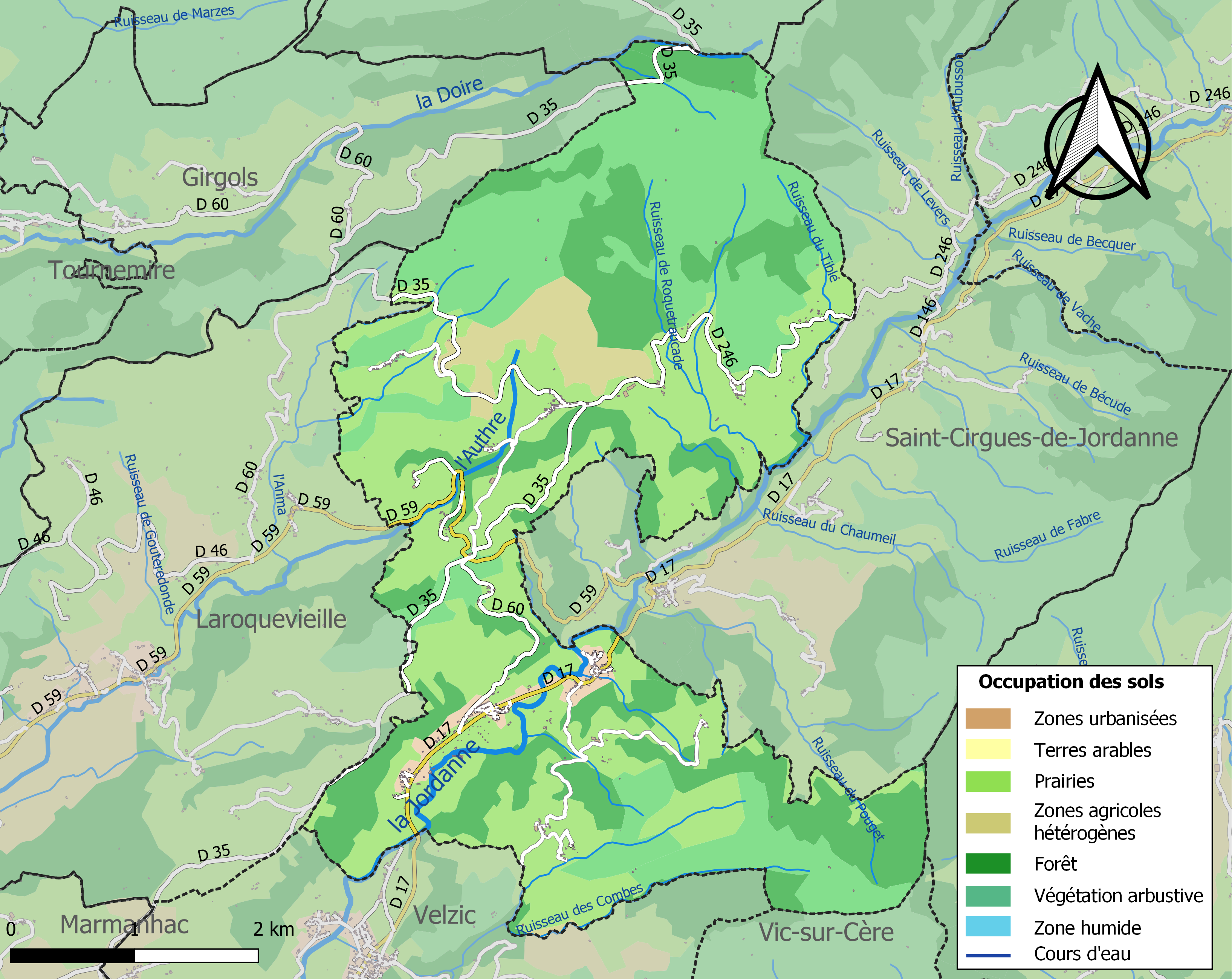
Carte des infrastructures et de l'occupation des sols de la commune en 2018 (CLC).

### Habitat et logement
En 2018, le nombre total de logements dans la commune était de 227, alors qu'il était de 210 en 2013 et de 207 en 2008.
Parmi ces logements, 61,8 % étaient des résidences principales, 29,1 % des résidences secondaires et 9 % des logements vacants. Ces logements étaient pour 90 % d'entre eux des maisons individuelles et pour 9,5 % des appartements.
Le tableau ci-dessous présente la typologie des logements à Lascelle en 2018 en comparaison avec celle du Cantal et de la France entière. Une caractéristique marquante du parc de logements est ainsi une proportion de résidences secondaires et logements occasionnels (29,1 %) supérieure à celle du département (20,4 %) et à celle de la France entière (9,7 %). Concernant le statut d'occupation de ces logements, 82,8 % des habitants de la commune sont propriétaires de leur logement (79,5 % en 2013), contre 70,4 % pour le Cantal et 57,5 pour la France entière.
| Typologie                                               | Lascelle | Cantal | France entière |
| ------------------------------------------------------- | -------- | ------ | -------------- |
| Résidences principales (en %)                           | 61,8     | 67,7   | 82,1           |
| Résidences secondaires et logements occasionnels (en %) | 29,1     | 20,4   | 9,7            |
| Logements vacants (en %)                                | 9        | 11,9   | 8,2            |

## Toponymie
En raison de l'étymologie du nom de la commune (las cellas, les cellules), elle pourrait prendre un « s » final : Lascelles. Pourtant le nom officiel définit dans le Code officiel géographique de l'Insee est bien Lascelle sans « s ».
Le toponyme, dans différents actes officiels, a évolué, du latin en passant par l'occitan et vers une écriture et prononciation francophone : Cellœ (1352) ; Las Celas (1456) ; Cellœ Jordanœ(1485) ; Cellas-en-Jourdanne (1592) ; Celles-en-Jordanne (1594) ; Celles-ès-Jordanne ; Celles-ès-Jourdanne (1604) ; La Selle-en-Jordanne (1622) ; Cèles-en-Jourdane (1648) ; Las Selles-en-Jordanne(1655) ; Sales ; Salles (1672) ; La Celle-en-Jordanne(1674) ; Selles-en-Jourdanne (1680) ; Lascelles (1688) ; La Selle (1691) ; La Celle (1695) ; Lacelle(1712) ; Las Celles (1784).

## Histoire
Comme Mandailles, les communes de Lascelle et Saint-Cirgues-de-Jordanne sont l'exemple d'une population du XIXe siècle ayant émigré pour exercer les professions de tôlier, poêlier ou fumiste. Par exemple, Guillaume Philip, né en 1815, fils de cultivateur, qui s'est expatrié à Lyon pour exercer la profession de poêlier et revenir au pays pour reprendre et embellir les terres de son père Michel mort en 1834. Son caveau au cimetière de Saint-Cirgues-de-Jordanne marque sa réussite sociale. Comme le cimetière de Saint-Cirgues-de-Jordanne, celui de Lascelle frappe par sa physionomie religieuse : presque tous les tombes ont une dalle distinctive. Cet usage tient sans doute à ce que ces deux communes comptaient un grand nombre d'émigrants, qui, après être devenus riches, ont voulu revenir mourir dans leur village. « Pour l'Auvergnat, rien n'est sacré comme le pays natal. Son pays ! ».
On peut également voir au village de Mazieux la richesse de quelques constructions magnifiques et imposantes réalisées par un originaire du village.
Jusqu'en 1874, le village de Velzic était commune de Lascelle.
Pendant très longtemps, Lascelle était une des bourgades les plus importantes de la vallée de la Jordanne du fait de son importante population pour le canton, la présence d'une laiterie, d'un poste à essence et cafés ; mais également par l'implantation des institutions républicaines, comme le bureau de poste distributeur et la brigade de gendarmerie.
Au fil des ans, la majeure partie des commerces ont disparu de la commune. Sont encore présentes aujourd'hui l'école communale et la brigade de gendarmerie. L'école regroupe le contingent d'enfants de trois communes, Lascelle, Saint-Cirgues-de-Jordanne et Mandailles-Saint-Julien.

## Politique et administration
| Période                                  | Période   | Identité               | Étiquette | Qualité    |
| ---------------------------------------- | --------- | ---------------------- | --------- | ---------- |
| Les données manquantes sont à compléter. |           |                        |           |            |
| mars 2001                                | mars 2008 | Xavier Dall'Agnol      | SE        |            |
| mars 2008                                | mars 2014 | Jean Bazelle           | DVG       |            |
| mars 2014                                | 2020      | Xavier Dall'Agnol      | DVG       | Professeur |
| 2020                                     | En cours  | Jean-Michel Faubladier | PR        |            |

## Démographie
L'évolution du nombre d'habitants est connue à travers les recensements de la population effectués dans la commune depuis 1793. Pour les communes de moins de 10 000 habitants, une enquête de recensement portant sur toute la population est réalisée tous les cinq ans, les populations de référence des années intermédiaires étant quant à elles estimées par interpolation ou extrapolation. Pour la commune, le premier recensement exhaustif entrant dans le cadre du nouveau dispositif a été réalisé en 2005.

En 2022, la commune comptait 266 habitants, en évolution de −11,04 % par rapport à 2016 (Cantal : −1,08 %, France hors Mayotte : +2,11 %).
| 1793  | 1800  | 1806  | 1821  | 1831  | 1836  | 1841  | 1846  | 1851  |
| ----- | ----- | ----- | ----- | ----- | ----- | ----- | ----- | ----- |
| 1 610 | 1 788 | 1 799 | 1 908 | 2 043 | 1 820 | 1 804 | 1 616 | 1 412 |

| 1856  | 1861  | 1866  | 1872  | 1876 | 1881 | 1886 | 1891 | 1896 |
| ----- | ----- | ----- | ----- | ---- | ---- | ---- | ---- | ---- |
| 1 517 | 1 478 | 1 386 | 1 329 | 759  | 761  | 706  | 656  | 630  |

| 1901 | 1906 | 1911 | 1921 | 1926 | 1931 | 1936 | 1946 | 1954 |
| ---- | ---- | ---- | ---- | ---- | ---- | ---- | ---- | ---- |
| 607  | 602  | 572  | 521  | 489  | 481  | 460  | 471  | 406  |

| 1962 | 1968 | 1975 | 1982 | 1990 | 1999 | 2005 | 2006 | 2010 |
| ---- | ---- | ---- | ---- | ---- | ---- | ---- | ---- | ---- |
| 380  | 391  | 335  | 335  | 325  | 317  | 316  | 315  | 306  |

| 2015 | 2020 | 2022 | - | - | - | - | - | - |
| ---- | ---- | ---- | - | - | - | - | - | - |
| 300  | 279  | 266  | - | - | - | - | - | - |

## Culture locale et patrimoine

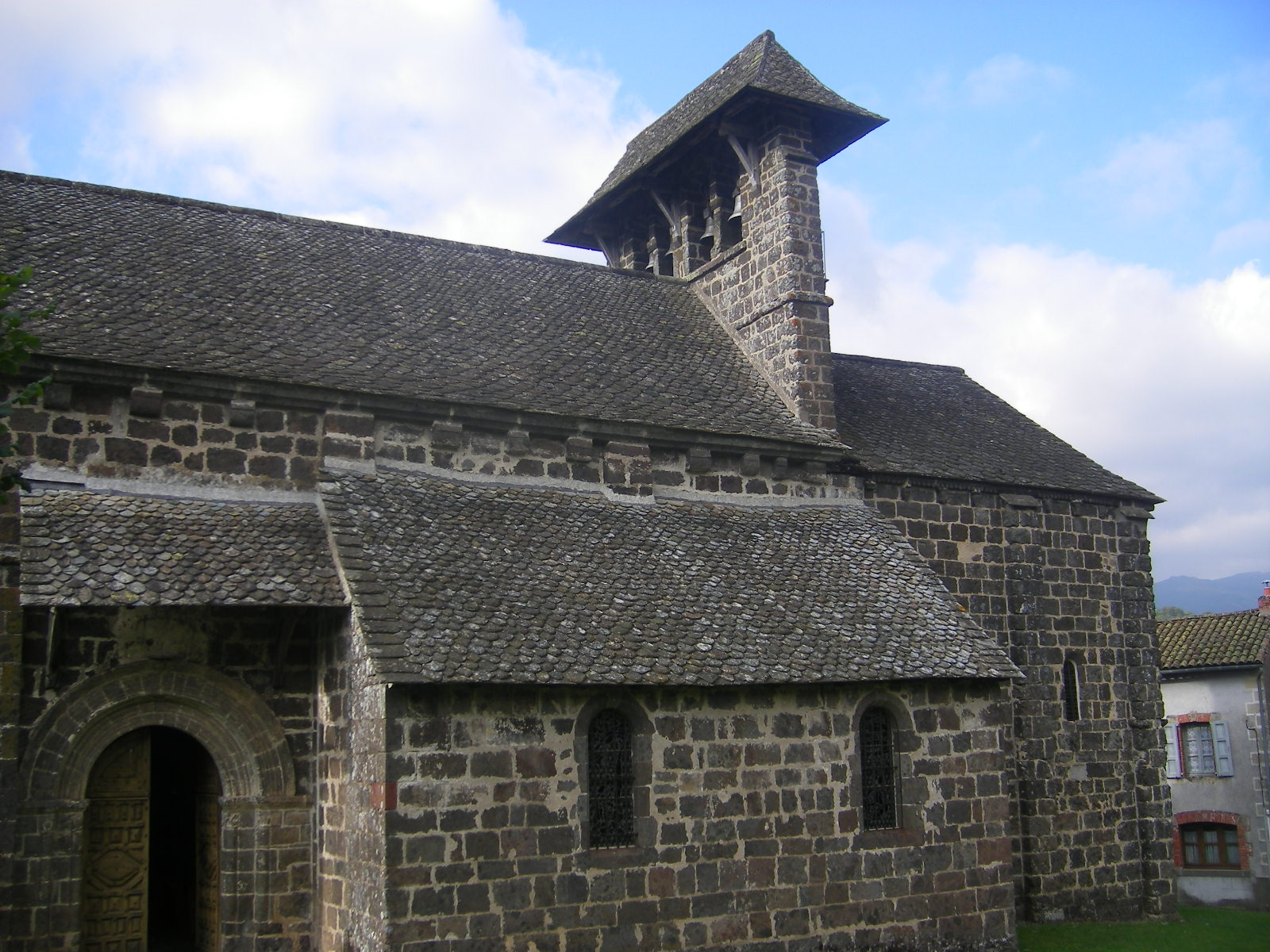
L'église de Lascelle.

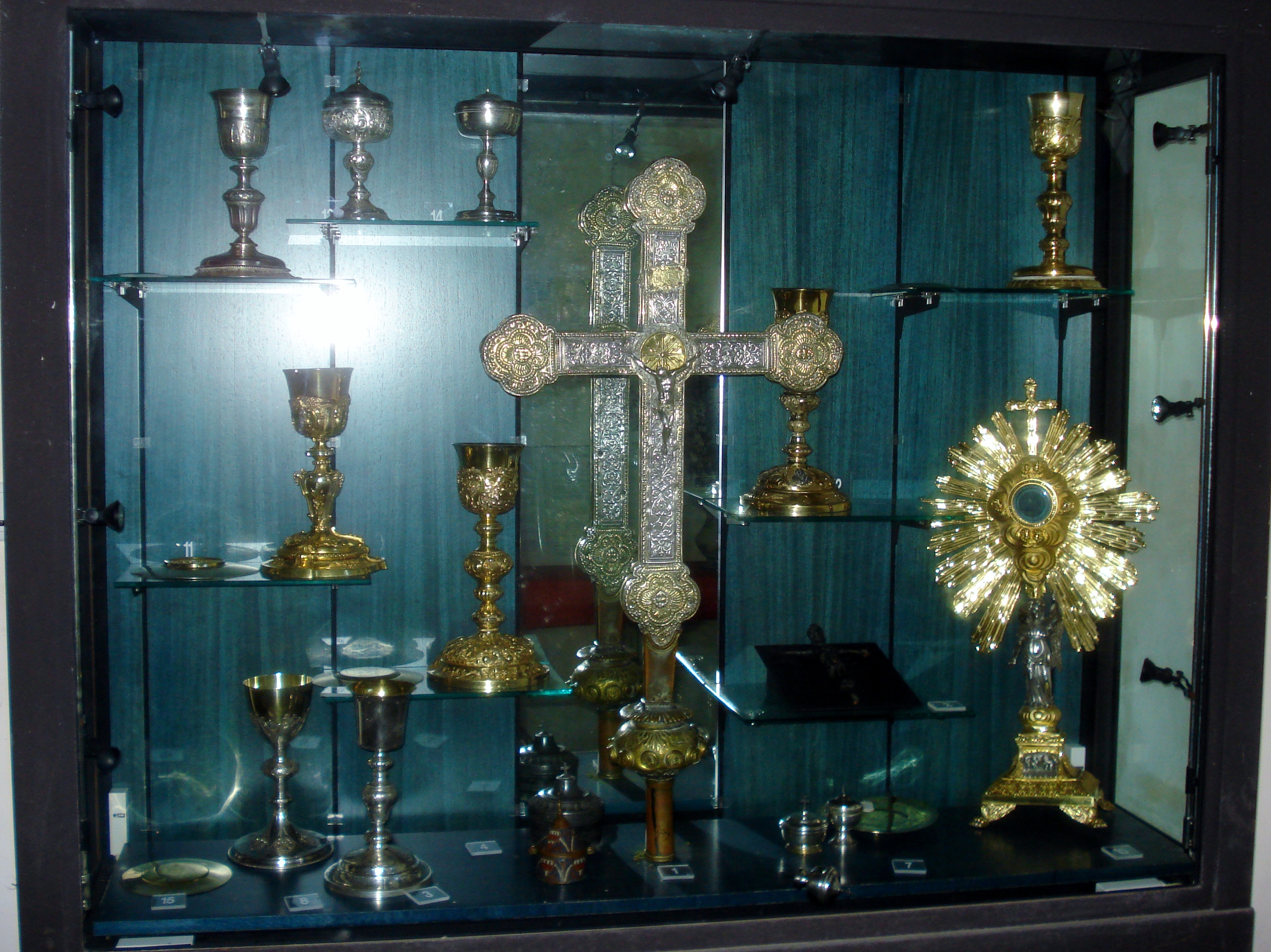
Quelques objets conservés dans l'église.

### Lieux et monuments
- L'église Saint-Rémi (ou Saint-Rémy), remontant au XIIe siècle, appartient au style arverno-byzantin. Elle domine la Jordanne. Elle a été classée monument historique en 1930[18].
- Des objets mobiliers sont aussi classés comme monuments historiques[19], parmi lesquels :
  - un christ en croix médiéval au calvaire de Gaulhac ;
  - dans l'église, un retable en bois et l'autel du XVIIe siècle, des fonts baptismaux en bois du XVIIIe siècle dont beaucoup d'éléments ont été volés en 2003, une statue de Vierge à l'Enfant du XVIIe siècle et une croix de procession.
- La via ferrata du lac des Graves propose des voies d'un niveau « PD » à « D ».
- L'UCPA possède sur la commune un centre nommé « La Vallée des Légendes »[20],[21].